# 燭蕊湖 (伊利諾伊州)
燭蕊湖（英語：Candlewick Lake）是位於美國伊利諾伊州布恩縣的一個非建制地區。該地的面積和人口皆未知。

## 地理
燭蕊湖的座標為42°21′00″N 88°51′36″W / 42.35000°N 88.86000°W，而該地的平均海拔高度為276米（即906英尺）。